# Siouxsie Sioux
Susan Janet Ballion (Londres, 27 de maio de 1957), mais conhecida como Siouxsie Sioux (pronúncia /ˈsuːzi ˈsuː/), é uma cantora, compositora, musicista e produtora de discos britânica. Ela é mais conhecida por ter sido vocalista da banda de rock Siouxsie and the Banshees (1976-1996), grupo que lançou 11 álbuns de estúdio e tiveram vários singles no Top 20 do Reino Unido, incluindo "Hong Kong Garden", "Happy House", "Spellbound", "Cities in Dust", "Peek-a-Boo", além de um hit dos 25 maiores da Billboard nos Estados Unidos, "Kiss Them for Me". Ela manteve um projeto paralelo com o músico Budgie, a banda The Creatures, de 1981 até 2005. Desde 2004, Siouxsie trabalha solo. Em 2007 ela lançou seu primeiro álbum solo, Mantaray com aclamação da crítica.
Siouxsie é considerada uma das artistas mais influentes do rock: suas músicas foram regravadas por Jeff Buckley ("Killing Time"), Tricky ("Tattoo"), Massive Attack ("Metal Postcard"), LCD Soundsystem ("Slowdive"), The Weeknd ("Happy House"). Ela é citada por cantores mulheres como PJ Harvey, Sinead O'Connor, Courtney Love, Dolores O'Riordan, Charli XCX,, St. Vincent, e Florence Welch de Florence + the Machine.

## Antes da Fama
É a mais nova entre três irmãos e nasceu no Guy's Hospital no Sul de Londres. Estudou na Mottingham Secondary Modern School for Girls, em Kent. Sua mãe foi secretária bilíngue e seu pai técnico de laboratório. ela cresceu na cidade de Chislehurst, que fica em um subúrbio residencial ao sul de Londres.
Quando Siouxsie tinha 14 anos, seu pai faleceu devido complicações com o alcoolismo. Aos 15 anos, sofreu de colite ulcerosa, experiência que ela mais tarde descreveu como "surreal", declarando que "isso desromantizou completamente o corpo para ela."
Enquanto crescia, Siouxsie percebeu viver em uma atmosfera sem regras. O seu pai, mesmo antes de falecer devido ao alcoolismo, estava incapacitado, o que obrigava a mãe a trabalhar incessantemente. Até o jardim da casa deles ficou tão descuidado que levou a sebes e roseiras a crescerem desmesuradamente, ao ponto dos vizinhos reclamarem.
Durante a sua adolescência, ela começou a se aprofundar em músicas de gente como David Bowie, Lou Reed, T. Rex e The Stooges. Em fevereiro de 1976, Siouxsie e seu amigo Steven Severin (então ainda chamado Steven Bailey) foram para ver os Sex Pistols tocar na capital. Depois de conversar com os membros da banda, Siouxsie e Severin decidiram segui-los regularmente. Nos meses seguintes, a jornalista Caroline Coon inventou o termo "Bromley Contingent" para descrever este grupo de adolescentes excêntricos dedicados aos Sex Pistols. Ela também começou a freqüentar os clubes e clubes noturnos de Londres da época com fantasia glamour e fetiche, que mais tarde se tornou parte da moda punk. Ela acabaria por encarcerar o estilo gótico com maquiagem de olho de gato, batom vermelho escuro, cabelos pretos tingidos e roupas pretas.
Em 20 de setembro de 1976, uma oportunidade finalmente vem para eles. Eles são oferecidos a oportunidade de dar seu primeiro show no London Punk 100 Club Festival. Susan escolhe com Steven o nome de Suzie e Banshees e os dois bastões vêm no palco com dois músicos apenas envolvidos para a noite, Marco Pirroni na guitarra e um certo Sid Vicious na bateria. No estágio, Siouxsie imediatamente encarna a imagem de uma mulher poderosa, sexualmente provocativa, livre de ditames e normas sociais. Com esta performance, ela inaugura uma nova era para as mulheres na música, como Viv Albertine das Slits irá explicar mais tarde: "Siouxsie apareceu no palco, dominando seu assunto, dando a impressão de controlar tudo, com confiança inquebrável nela. Ele me explodiu. Ela estava fazendo algo que eu não tinha ousado sonhar. Ela subiu ao palco, fez isso e literalmente ensombrava o resto do festival para mim. Não consigo lembrar nada além desse benefício".
Uma das primeiras aparições públicas de Siouxsie foi com o Sex Pistols no programa televisivo de Bill Grundy, em dezembro de 1976 como integrante do Bromley Contingent. Durante a entrevista com os membros do Sex Pistols, ele tentou "cantar" Siouxsie. Foi em reação a esta troca de palavras que o guitarrista, Steve Jones, soltou uma série de palavrões extremamente ofensivos a Grundy, deixando a mídia furiosa e que traria um maior impacto na carreira do Sex Pistols.

## Siouxsie and the Banshees e The Creatures
A partir do primeiro álbum, The Scream, de 1978, até o rompimento da banda em 1996, Siouxsie and the Banshees foi uma das mais bem sucedidas bandas pós-punk. seu primeiro single, "Hong Kong Garden", alcançou o número 7 no UK Singles Chart.
Em 1980, ela gravou com o guitarrista John McGeoch, um guitarrista cujo trabalho com os Banshees que influenciam e serão citados por pessoas como Johnny Marr de The Smiths, Ed O'Brien de Radiohead e John Frusciante. O single "Happy House" é qualificado como "excelente pop" com "guitarra líquida" pelo Melody Maker. Os álbuns Kaleidoscope e Juju chegaram ao top 10 no Reino Unido.
Em 1981, ela e Budgie formaram a banda The Creatures.
Outros singles também entraram no top 20, incluindo "Cities in Dust" (1985) e "Peek-a-Boo" (1988). Em 1991, "Kiss Them For Me" tornou-se um sucesso comercial e crítico nos Estados Unidos, atingindo o top 25, uma performance rara para uma banda de rock alternativo.

## Pós Banshees, colaborações, solo e anos 2000 - aqui
Siouxsie casou-se com Budgie em 1991. O ano seguinte, aparentemente "cheio de fãs que olhavam para o apartamento deles através das janelas", no oeste de Londres, os dois se mudaram para França. Atualmente, vivem numa convertida casa de fazenda em um vilarejo no sudoeste francês, onde têm "um jardim, gatos e montanhas de livros." Alguns anos depois, eles montaram o seu próprio selo musical, Sioux Records.
Siouxsie gravou a faixa “Interlude” em 1994 em dueto com Morrissey, ex-vocalista dos Smiths. Em 1995, ela gravou a música "The Lighthouse" no álbum do produtor francês Hector Zazou, intitulado Chansons des mers froides (Songs from the Cold Seas). Siouxsie e Zazou adaptaram um excerto do poema "Flannan Isle" do poeta inglês Wilfred Wilson Gibson na letra.
Em 1998, ela também vive sangue em dueto com John Cale, uma música inédita "Murdering Mouth". Em 1999 ela apelidou de outro dueto com Marc Almond "Threat of Love" e em 2003, Siouxsie foi vocalista convidada pelo Basement Jaxx na música "Cish Cash".
Em meados de 2005, Siouxsie lançou um DVD solo intitulado Dreamshow, com várias canções de quando ela dividia o tempo entre Siouxsie and the Banshees e The Creatures. Ela vestiu uma grande quantidade de intricados e belos trajes inspirados em roupas japonesas e foi acompanhada por uma orquestra bem como por Budgie e Leonard Eto, o colaborador do álbum Hái!, do The Creatures.
Atualmente, Siouxsie canta a solo. O seu novo álbum Mantaray saiu em setembro de 2007.
Em outubro de 2014, ela concebeu com o colega Steven Severin Banshee um CD intitulado It's a Wonderful Life para a edição da revista Mojo, para fora em 30 de setembro com o que aparece na capa. O CD é uma seleção de trilhas sonoras de filmes e números de música clássica.
Um novo título "Love Crime " foi gravado em 2015 para a série de televisão " Hannibal " . O título foi lançado no iTunes em dezembro,
Em 2023, Siouxsie anunciou seu retorno aos palcos. Ela era a atração principal do Cruel World Festival em Pasadena, Califórnia, e do Release Athens 2023 em Atenas, na Grécia. Siouxsie voltou a actuar em Lisboa no MEO Kalorama em Setembro, os seus últimos concertos anteriores em Portugal foram em Julho de 1999 com a sua segunda banda The Creatures.
No mesmo período, Mantaray é relançado com capa diferenciada em vinil vermelho translúcido (limitado a 2.000 exemplares), vinil preto e CD, através de sites online e site oficial da Siouxsie. O álbum foi remasterizado no Abbey Road Studios para marcar seu 15º aniversário: esta reedição recebeu aclamação entusiástica da crítica.
Em 2024, "Interlude", dueto de Siouxsie com Morrissey, será relançado em vinil dourado de 12 polegadas para o Record Store Day em 20 de abril de 2024; estará disponível em portugal.

## Discografia

### A solo

#### Álbun de estúdio
- Mantaray (2007)

#### DVDs
- Dreamshow (2005) [Live London'2004]
- Finale: The Last Mantaray & More Show (2009) [Live London'2008]

### ComSiouxsie and the Banshees
- ver artigo discografia de Siouxsie and the Banshees

### Com The Creatures (Siouxsie + Budgie)
- 1981 -  Wild Things (EP)
- 1983 - Feast (Polydor/Wonderland, LP, CD)
- 1989 - Boomerang (Polydor/Wonderland, LP, CD)
- 1997 - A Bestiary Of (Polydor/Universal CD, compilation Wild Things EP + Feast LP)
- 1999 - Anima Animus (Sioux Records, 2x10", CD)
- 2003 - Hái! (Sioux Records, 2 LP, CD)